# Congrégation des Procureurs
La Congrégation des Procureurs est une assemblée internationale de jésuites, élus par leurs confrères des diverses provinces de la Compagnie de Jésus. Se réunissant à intervalles réguliers, elle agit comme contrôle démocratique sur le gouvernement de la Compagnie. Sans pouvoir législatif elle peut cependant contraindre un Supérieur Général à convoquer une Congrégation générale. 

## Origine
Pour une meilleure ‘union de personnes’ entre les jésuites, les Constitutions de la Compagnie de Jésus de 1556 insistent sur un bon système de communications qui permette au Supérieur général d’être informé sur les personnes, et les œuvres de la Compagnie [N°677].  Pour ce un système de correspondance périodique est organisé. 
De plus : « au moins une personne [appelée le ‘Procureur’] doit venir de chaque province tous les trois ans (et des Indes tous les quatre ans), choisie par un vote des Profès et des Recteurs de la province pour informer le Préposé Général de nombreuses questions » [N°679]. 
Le 2e Congrégation générale, assemblée en  1565 pour élire un successeur à Diego Lainez discute de la possibilité de fixer une périodicité aux congrégations générales. La proposition est repoussée, mais il est néanmoins décidé (décret 19) que les procureurs, élus et envoyés par les provinces à Rome une fois tous les trois ans, se rassembleraient en ‘Congrégation’. Avec le Supérieur général et ses assistants ils voteraient sur la nécessité ou non de convoquer une Congrégation générale.

## Histoire des Congrégations de Procureurs
La première Congrégation des Procureurs a lieu en 1568. Elles se succèdent ensuite, entre les congrégations générales, sans qu’il y ait rien de particulièrement remarquable. 

### 11eCongrégation des Procureurs (1606)
En 1606, la 11e congrégation des procureurs impose à Claudio Acquaviva (avec son accord) de convoquer une Congrégation générale. Ce sera la 6e, convoquée pour (1608). Le gouvernement de Claudio Acquaviva est contesté par des jésuites, majoritairement d’Espagne. Déjà la 5e Congrégation générale (de 1593) avait été imposée par le pape Clément VIII lui-même, troublé par le courrier abondant qui lui arrivait d’Espagne (y compris du roi lui-même) critiquant les Constitutions de la Compagnie et le Supérieur Général en particulier. 
Passant en revue le gouvernement du Général, la CG 6, comme la précédente, l’exonère de tout reproche, et passe un décret demandant aux provinciaux d’agir plus fermement vis-à-vis des jésuites qui troublent la paix (décret 2) ou incitent d’autres, externes à la Compagnie, à intervenir dans ses affaires. 

### 31eCongrégation des Procureurs (1693)
Les congrégations se réunissent régulièrement durant le XVIIe siècle, sinon quelque cas de ajournements dus à des calamités naturelles (peste et maladies). 
La 31e  Congrégation des Procureurs, en 1693, vote avec une seule voix de majorité (17 voix contre 16) la convocation d’une Congrégation générale. Elle s’enlise alors dans un imbroglio juridique, certains exprimant un doute quant à l’aspect contraignant du vote. Il est fait appel au Saint-Siège qui invalide le décret. Pour éviter la récurrence d’une semblable situation la 14e Congrégation Générale (1696) spécifie qu’à l’avenir une majorité de deux voix serait nécessaire.

### AuXVIIIesiècle
La dernière Congrégation des procureurs de l’ancienne Compagnie, la 40e, a lieu en 1749, car trois Congrégations Générales la suivent à intervalle rapproché, élisant successivement Ignacio Visconti (1751), Luigi Centurione (1755) et Lorenzo Ricci (1758), comme Supérieur Général.  La Compagnie de Jésus est supprimée en 1773.  

### Après la restauration de la Compagnie
Après la restauration de la Compagnie de Jésus, en 1814, il se passe un certain temps avant que les congrégations de procureurs ne reprennent leur rythme régulier. En fait la 29e Congrégation Générale (1829), qui élit Jean-Philippe Roothaan, insiste sur son rétablissement. 
La première du XIXe siècle - 41e Congrégation des Procureurs - a lieu en 1832. Les troubles politiques en Europe, et en particulier l’instabilité en Italie due au Risorgimento font que plusieurs sont annulées : pas de congrégation en 1850 et en 1859, ni de 1868 à 1886. 
Nouveau rappel, fait par la CG 23 (de 1883), sur la nécessité de revenir au rythme trisannuel des Congrégations des Procureurs. Elles ont lieu régulièrement durant le XXe siècle, sauf celles que la situation de guerre (en 1918, 1941 et 1944), empêche. La Congrégation des procureurs de 1964 est également supprimée, le Concile Vatican II étant en session. 

## Changements et modernisation
La dernière Congrégation des procureurs du XXe siècle est la 68e et se réunit à Rome en 1999. Comme décidé par la CG 33, une Congrégation de supérieurs Provinciaux se réunit en 1990. Elle n’aura pas de seconde, même si des réunions de provinciaux et supérieurs majeurs ont lieu en 2000 et 2005.
- La finalité première de la Congrégation des procureurs reste la même. Après avoir entendu le rapport du supérieur général de la Compagnie les délégués décident de la convocation ou non d’une congrégation générale. Ils votent en vue du bien général de la Compagnie ; ils ne sont pas tenus de suivre le vote passé à ce sujet dans la congrégation provinciale qui les a élus.

- Les récentes Congrégations Générales (CG 32 à 34) ont cependant modifié la compétence de la Congrégation de Procureurs :

1. la Congrégation de Procureurs est invitée à délibérer et présenter un rapport sur l’état de la Compagnie universelle [CG 32, d.13].
2. En cas de nécessité une Congrégation de Procureurs peut suspendre un décret de CG (mais pas l’annuler) jusqu’à la Congrégation générale suivante. [CG 32, d.13]
3. La Congrégations des Procureurs se tiendra tous les quatre ans [CG 34, d.24]. La 70e Congrégation des procureurs s'est tenue en 2012.